# 汉斯·金特·温克勒
汉斯·金特·温克勒（德語：Hans Günter Winkler，1926年7月24日—2018年7月9日），德国男子马术运动员。他曾代表德国联队和西德参加1956年、1960年、1964年、1968年、1972年和1976年夏季奥林匹克运动会马术比赛，获得五枚金牌、一枚银牌和一枚铜牌。